# New York - Penn League
La Ligue New York - Penn (New York - Penn League en anglais) était une ligue mineure de baseball composée d'équipes situées dans le nord-est des États-Unis, de l'Ohio au Vermont. Elle était classée au niveau A, soit quatre niveaux en dessous de la Ligue majeure de baseball. Chaque équipe était affiliée avec une franchise de Ligue majeure, permettant le développement de joueurs avant leur arrivée au plus haut niveau.
Cette ligue est dite de « saison courte », car elle commençait sa compétition en juin permettant ainsi d'incorporer dans les effectifs de jeunes joueurs sortants à peine de l'université ou de l'école secondaire.

## Histoire
Cette ligue professionnelle de baseball est fondée en 1939 sous le nom de Pennsylvania-Ontario-New York League. La « PONY League » comprend jusqu'en 1956 des clubs au Canada. Hamilton Red Wings est la dernière formation de l'Ontario à quitter la Ligue en 1956. L'année suivante, elle adopte le nom de New York - Penn League.
Des clubs canadiens sont de nouveau membres entre 1986 et 2000.
En 2007, la New York - Penn League a drainé 1 839 458 spectateurs au stade, soit plus de 3000 spectateurs par match. 

## Équipes actuelles et stades
| Division | Équipe                                                           | Affiliation              | Ville                            | Stade                         | Capacité |
| -------- | ---------------------------------------------------------------- | ------------------------ | -------------------------------- | ----------------------------- | -------- |
| McNamara | IronBirds d'Aberdeen                                             | Orioles de Baltimore     | Aberdeen, Maryland               | Ripken Stadium                | 6 000    |
| McNamara | Cyclones de Brooklyn                                             | Mets de New York         | Brooklyn, New York               | MCU Park                      | 7 500    |
| McNamara | Renegades de Hudson Valley                                       | Rays de Tampa Bay        | Fishkill, New York               | Dutchess Stadium              | 4 494    |
| McNamara | Yankees de Staten Island                                         | Yankees de New York      | Staten Island, New York          | Richmond County Bank Ballpark | 7 171    |
| Pinckney | Doubledays d'Auburn                                              | Nationals de Washington  | Auburn, New York                 | Falcon Park                   | 2 800    |
| Pinckney | Muckdogs de Batavia                                              | Marlins de Miami         | Batavia, New York                | Dwyer Stadium                 | 2 600    |
| Pinckney | Scrappers de Mahoning Valley                                     | Indians de Cleveland     | Niles, Ohio                      | Eastwood Field                | 6 000    |
| Pinckney | Spikes de State College                                          | Cardinals de Saint-Louis | State College, Pennsylvanie      | Medlar Field at Lubrano Park  | 5 570    |
| Pinckney | Black Bears de la Virginie-Occidentale (ex-Jammers de Jamestown) | Pirates de Pittsburgh    | Morgantown, Virginie-Occidentale | Monongalia County Ballpark    | 3 500    |
| Pinckney | Crosscutters de Williamsport                                     | Phillies de Philadelphie | Williamsport, Pennsylvanie       | Bowman Field                  | 4 200    |
| Stedler  | Spinners de Lowell                                               | Red Sox de Boston        | Lowell, Massachusetts            | Edward A. LeLacheur Park      | 4 767    |
| Stedler  | Sea Unicorns de Norwich (ex-Tigers du Connecticut)               | Tigers de Détroit        | Norwich, Connecticut             | T. J. Dodd Memorial Stadium   | 6 270    |
| Stedler  | ValleyCats de Tri City                                           | Astros de Houston        | Troy, New York                   | Joseph L. Bruno Stadium       | 4 500    |
| Stedler  | Lake Monsters du Vermont                                         | Athletics d'Oakland      | Burlington, Vermont              | Centennial Field              | 4 400    |

## Palmarès
| - 1939 : Olean - 1940 : Olean - 1941 : Bradford - 1942 : Jamestown - 1943 : Wellsville - 1944 : Jamestown - 1945 : Batavia - 1946 : Jamestown et Batavia - 1947 : Jamestown - 1948 : Lockport - 1949 : Bradford - 1950 : Olean - 1951 : Hornell - 1952 : Jamestown - 1953 : Jamestown - 1954 : Corning - 1955 : Hamilton - 1956 : Wellsville - 1957 : Erie |  | - 1958 : Geneva - 1959 : Wellsville - 1960 : Wellsville - 1961 : Olean - 1962 : Auburn - 1963 : Batavia - 1964 : Auburn - 1965 : Binghamton - 1966 : Auburn - 1967 : Auburn - 1968 : Oneonta - 1969 : Oneonta - 1970 : Auburn - 1971 : Oneonta - 1972 : Niagara Falls - 1973 : Auburn - 1974 : Oneonta - 1975 : Newark - 1976 : Elmira |  | - 1977 : Oneonta - 1978 : Geneva - 1979 : Oneonta - 1980 : Oneonta - 1981 : Oneonta - 1982 : Niagara - 1983 : Utica - 1984 : Little - 1985 : Oneonta - 1986 : St. Catharines - 1987 : Geneva - 1988 : Oneonta - 1989 : Jamestown - 1990 : Oneonta - 1991 : Jamestown - 1992 : Geneva - 1993 : Niagara Falls - 1994 : New Jersey - 1995 : Watertown |  | - 1996 : Vermont - 1997 : Pittsfield - 1998 : Oneonta et Auburn - 1999 : Hudson Valley - 2000 : Staten Island - 2001 : Brooklyn et Williamsport - 2002 : Staten Island - 2003 : Williamsport - 2004 : Mahoning Valley - 2005 : Staten Island - 2006 : Staten Island - 2007 : Auburn - 2008 : Batavia - 2009 : Staten Island - 2010 : Tri City - 2011 : Staten Island - 2012 : Hudson Valley - 2013 : Tri-City - 2014 : State College - 2015 : West Virginia - 2016 : State College - 2017 : Hudson Valley |